# Élection présidentielle colombienne de 2018
L'élection présidentielle colombienne de 2018 se déroule le 27 mai 2018 en Colombie afin d'élire le président et le vice-président de la république de Colombie. Le deuxième mandat du président en exercice Juan Manuel Santos étant arrivé à son terme, celui-ci n'est pas candidat à sa réélection du fait de la limitation du nombre de mandats imposée par la constitution.
Au premier tour, le 27 mai 2018, Iván Duque, qui dirige la coalition de droite Grande alliance pour la Colombie, arrive en tête avec 39,14 % des voix ; Gustavo Petro, candidat de la coalition de centre gauche Liste de décence, en réunit 25,08 % ; le candidat de la Coalition colombienne, Sergio Fajardo, écologiste et de centre gauche, réunit pour sa part 23,73 %.
Aucun candidat n'ayant recueilli la majorité absolue au premier tour, un second tour est organisé le 17 juin suivant entre Iván Duque et Gustavo Petro. Sergio Fajardo annonce publiquement qu'il votera blanc, et son parti Alliance verte appelle à voter blanc ou pour Gustavo Petro,.
Iván Duque l'emporte au second tour avec près de 54 % des suffrages, son opposant Gustavo Petro en réunissant 41,80 %, tandis que 4,21 % des votants choisissent de voter blanc, un vote officiellement reconnu dans le décompte des voix en Colombie.

## Système électoral
Le président de la République est élu au scrutin uninominal majoritaire à deux tours pour un mandat de quatre ans non renouvelable. Est élu le candidat ayant réuni la majorité absolue au premier tour ou, à défaut, celui ayant réuni le plus de voix au cours d'un second tour organisé entre les deux candidats arrivés en tête au premier.
La Colombie reconnait les votes blancs comme des votes valides, inclus dans le calcul des résultats. Le candidat victorieux au second tour peut par conséquent être déclaré élu avec un pourcentage des voix exprimées inférieur à 50 %. Par ailleurs, si le total de votes blancs atteint la majorité absolue des votes « valides », il est procédé à un nouveau scrutin auquel les précédents candidats ne peuvent se représenter. Cette disposition ne s'applique cependant pas deux fois de suite : lors de cette nouvelle élection, le candidat ayant recueilli le plus de voix au second tour est déclaré élu quelle que soit le pourcentage de votes blancs.
Peut se présenter à la présidence toute personne âgée d'au moins trente ans et détenant la nationalité colombienne de naissance. Chaque candidat à la présidence se présente avec un colistier, candidat au poste de vice-président. Depuis la réforme constitutionnelle de 2015, le candidat malheureux au second tour devient de droit membre du Sénat et son colistier devient membre de droit de la Chambre des représentants.
Le scrutin de 2018 marque le retour à l'interdiction faite au président colombien de se présenter à sa réélection. Le pays connait en effet une telle interdiction pendant près d'un siècle, d'abord de 1910 à 1991 avec une limitation à un mandat de quatre ans non renouvelable de manière consécutive, puis de 1991 à 2004 avec une limitation stricte à un seul mandat de quatre ans. Une révision constitutionnelle effectuée sous la présidence d'Álvaro Uribe rompt en 2004 avec cette tradition en autorisant le président à effectuer un second mandat consécutif. Cinq ans plus tard, une seconde tentative de révision de la constitution visant à autoriser un troisième mandat via un référendum est cependant rejetée par la Cour constitutionnelle. Sous le second mandat du successeur d'Uribe, Juan Manuel Santos, le parlement procède en 2015 à une nouvelle révision constitutionnelle, rétablissant la limitation en vigueur avant 2004. La limitation à un unique mandat est renforcée à cette occasion, celle-ci ne pouvant désormais être levée qu'en recourant à un référendum ou à une assemblée constituante. Un vice président ayant assumé les pouvoirs présidentiels pendant plus de trois mois consécutifs ou non est également soumis à une interdiction de concourir,.

## Campagne
Le 2 mars 2018, le véhicule de Gustavo Petro est ciblé par des tirs, ce qui est interprété comme une tentative d'assassinat. L'éventualité d'un assassinat de Gustavo Petro est sérieusement envisagée par ses partisans, dans un pays où cinq candidats présidentiels ont été tués depuis la fin du XXe siècle et 282 militants syndicaux ou communautaires tués entre janvier 2017 et mars 2018.
La municipalité de Francisco Pizarro, située dans le département de Nariño, décide de refuser de participer au vote afin de dénoncer le « complet abandon » dont elle fait l'objet de la part de l’État colombien.
Bien que le candidat de droite Iván Duque soit arrivé largement en tête au premier tour, la qualification pour le second tour de Gustavo Petro est remarquée comme étant la première d'un candidat de gauche en Colombie. Cependant, sa défaite est dès lors jugée probable par manque de report de voix à la suite des décisions publiques de voter blanc de Humberto De la Calle et Sergio Fajardo, candidat de centre droit bien qu'a la tête d'une coalition de centre gauche,.
Dans l'entre deux tours, Iván Duque reçoit l'appui explicite des milieux d'affaires colombiens. Il est également soutenu par les anciens présidents Álvaro Uribe, Andrés Pastrana et César Gaviria. Gustavo Petro reçoit quant à lui le soutien du Conseil indigène colombien (CRIC), d'Íngrid Betancourt, de Jean-Luc Mélenchon ou encore du militant pour la défense des animaux Peter Singer.

## Résultats
| Candidats                | Candidats                | Coalitions                       | Premier tour | Premier tour | Second tour | Second tour |
| Candidats                | Candidats                | Coalitions                       | Voix         | %            | Voix        | %           |
| ------------------------ | ------------------------ | -------------------------------- | ------------ | ------------ | ----------- | ----------- |
|                          | Iván Duque               | Grande alliance pour la Colombie | 7 616 857    | 39,36        | 10 398 689  | 54,03       |
|                          | Gustavo Petro            | Liste de décence                 | 4 855 069    | 25,09        | 8 040 449   | 41,77       |
|                          | Sergio Fajardo           | Coalition colombienne            | 4 602 916    | 23,78        |             |             |
|                          | Germán Vargas Lleras     | Mejor Vargas Lleras              | 1 412 392    | 7,30         |             |             |
|                          | Humberto De la Calle     | PLC-ASI                          | 396 151      | 2,05         |             |             |
|                          | Jorge Antonio Trujillo   | Nous sommes tous la Colombie     | 65 767       | 0,34         |             |             |
|                          | Viviane Morales          | Nous sommes les régions          | 36 138       | 0,19         |             |             |
|                          | Promotion du vote blanc  | Parti revendication ethnique     | 30 128       | 0,16         |             |             |
|                          | Votes blancs             | Votes blancs                     | 338 581      | 1,75         | 807 924     | 4,20        |
|                          |                          |                                  |              |              |             |             |
| Suffrages exprimés       | Suffrages exprimés       | Suffrages exprimés               | 19 353 999   | 98,53        | 19 247 062  | 98,52       |
| Votes nuls               | Votes nuls               | Votes nuls                       | 289 677      | 1,47         | 289 342     | 1,48        |
| Total                    | Total                    | Total                            | 19 643 676   | 100          | 19 536 404  | 100         |
| Abstention               | Abstention               | Abstention                       | 17 140 264   | 46,60        | 17 247 536  | 46,89       |
| Inscrits / participation | Inscrits / participation | Inscrits / participation         | 36 783 940   | 53,40        | 36 783 940  | 53,11       |

| Iván Duque (54,03 %) |  |  |  | Gustavo Petro (41,77 %) |
| ▲                    |  |  |  |                         |
| Majorité absolue     |  |  |  |                         |

## Galeries

Candidat arrivé en tête du 1er tour par département.
Candidat arrivé en tête du 1er tour par municipalité.
Candidat arrivé en tête du 2d tour par département.
Candidat arrivé en tête du 2d tour par municipalité.

## Conséquences
Iván Duque l'emporte au second tour avec près de 54 % des suffrages, son opposant Gustavo Petro en réunissant 41,80 %, tandis que 4,21 % des votants choisissent de voter blanc, un vote officiellement reconnu dans le décompte des voix en Colombie. Il prend ses fonctions le 7 août 2018.